# 天保小判

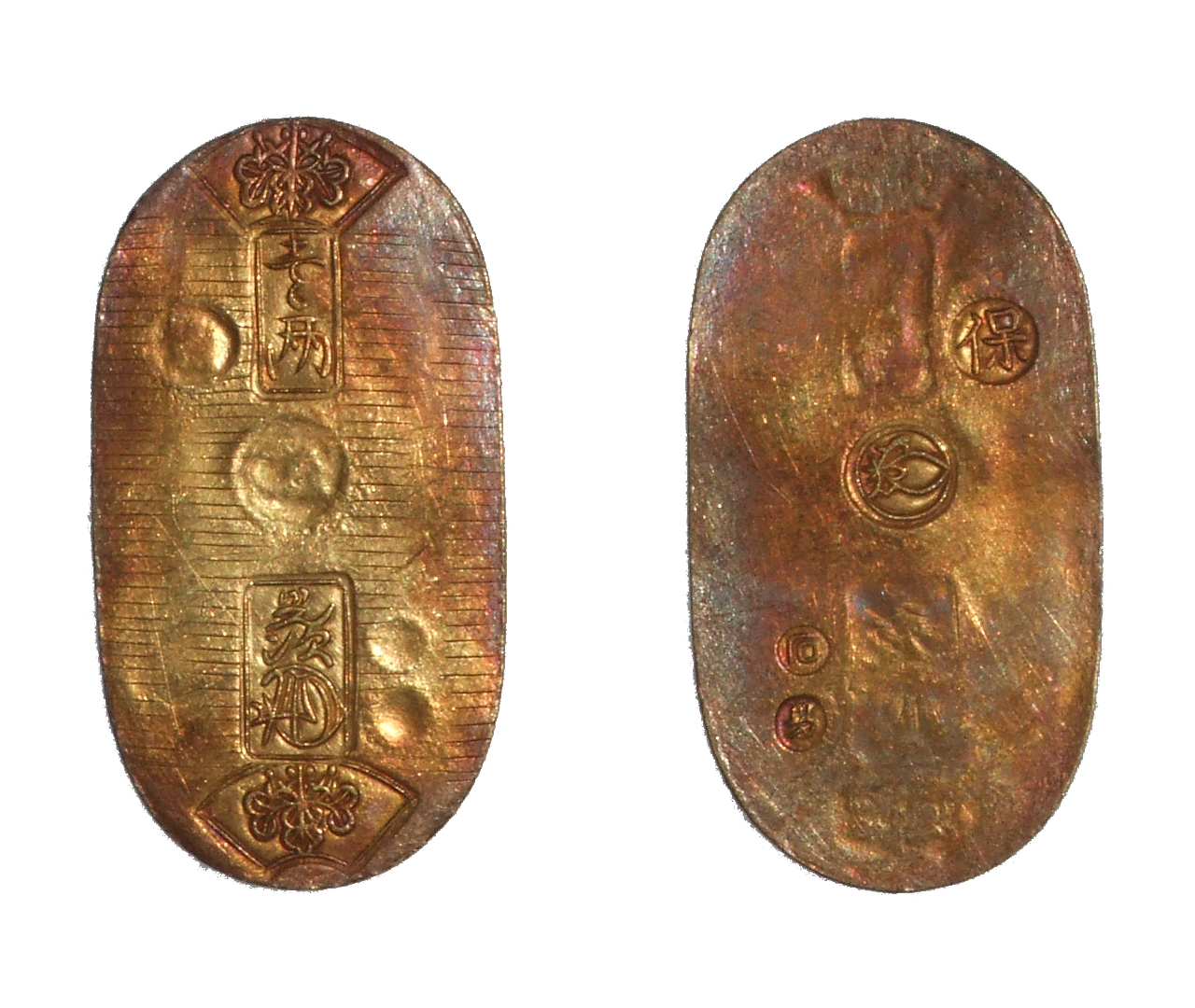
天保小判（保字小判）

天保小判（てんぽうこばん）とは、天保8年7月21日（1837年8月21日）から鋳造が始まり同年11月15日（1837年12月12日）より通用開始された一両としての額面を持つ小判であり、保字小判（ほうじこばん/ほじこばん）とも呼ばれる。
また天保小判および天保天保一分判を総称して天保金（てんぽうきん）あるいは保字金（ほうじきん/ほじきん）と呼ぶ。同時に吹替えが行われた保字銀と合わせて天保金銀（ほうじきんぎん）と呼ぶ。

## 概要
表面には鏨（たがね）による茣蓙目が刻まれ、上下に桐紋を囲む扇枠、中央上部に「壹两」下部に「光次（花押）」の極印、裏面は中央に花押、下部の左端に小判師の験極印、吹所の験極印さらに右上に「保」字が打印されている。
特製の献上小判も作成され、この小判師の験極印、吹所の験極印は意図的に「大」「吉」が打たれている。

## 略史
新文字金は品位が元禄金よりさらに劣るものであったため品位を上げるという名目であったが、品位の上昇は僅かで、量目が6/7倍に削減されるという、天保の大飢饉などによる財政赤字補填を目的とする保字金への吹き替えであった。この吹替えは御金改役の後藤三右衛門光亨の主導の下で行われ、出目（＝貨幣改鋳による利益、シニョリッジ）により江戸城御金蔵の分銅金を備蓄するという目的もあった。
この保字小判からローラーによる延金が行われるようになり、完全手工業による以前の小判と比較して格段に平面性および均質性が向上した。金品位は高くないが色揚げが丁寧に行われ、表面の金色は元文および文政小判より向上している。
この頃から貨幣の流通が、草文二分判、二朱判および一分銀のような名目貨幣が主流となり、小判の鋳造量は減少し、丁銀に至ってはさらに鋳造量が衰退した。保字小判・一分判の鋳造量8,120,450両に対し、同時期に鋳造された一分銀は19,729,139両と多額に及んでいる。また、金貨についても天保3年（1832年）から鋳造されていた低品位の二朱判も12,883,700両と凌駕し、保字小判の含有金量1.703匁に対し二朱判一両当りは1.027匁と基本貨幣である小判より劣る出目を目的としたものであった。
また保字小判の含有金量は、これ以前の文政11年（1828年）に発行された草文二分判のほぼ2倍に等しく、これは文政小判が真文二分判の含有金量を元に品位が決まった現象と同様である。
この吹替えに伴い文政期に乱発された多種の通貨を整理するため旧貨幣の引替催促はより厳重なものとなり、天保13年8月2日（1842年9月6日）に古金銀、文政金銀、草文二分判、南鐐二朱銀および一朱銀を通用停止とし、これらを所持するものは差出させ、翌年10月までに引替を命じたが、その後再三に亘って引替期限は延期されている。
天保11年10月（1840年）に古金引替に対する増歩を以下のように定めた。
- 慶長金、享保金　100両につき、保字金190両
- 元禄金　100両につき、保字金130両
- 乾字金　100両につき、保字金100両
- 元文金　100両につき、保字金110両（従来通り）
- 文政金　100両につき、保字金101両（従来通り）

安政2年11月（1855年）には、古金銀の引替増歩を以下のように引き上げさらに引替回収に尽力を注いだ。
- 慶長金、武蔵金（正徳金）　100両につき、金207両
- 元禄金　100両につき、金143両
- 享保金　100両につき、金213両
- 元文金　100両につき、金120両
- 文政金、真文二分判、五両判　100両につき、金104両2分
- 古南鐐二朱銀　100両につき、金108両
- 新南鐐二朱銀　100両につき、金101両

天保金銀および天保通寳発行による出目の総額は『貨幣秘録』によると天保8年（1837年）より天保13年（1842年）の6年間に5,053,403両に達する巨額なもので、当時の幕府の歳入全体の約34.5%にも相当した。これにより天保12年（1841年）、「蔵充軍資、泰平宝伝」の銘を持つ金分銅3個（合金目123貫950目）、銀分銅23個（合銀目702貫470目）を新に鋳造し、蓄えるに至った。
このような含有金量の低下および、名目貨幣の増加は飢饉の影響も手伝って、物価を次第に上昇させた。
天保の改革の目標の一つである物価の引き下げが実現しないのは悪貨の発行の連発にあるとし、これまで天保金銀の鋳造を進捗させていた御金改役の後藤三右衛門光亨が上申書を天保13年（1842年）に提出した。これを受けた水野忠邦は翌天保14年（1843年）に元文金銀への品位の復帰を計画し同年8月17日（1843年9月10日）に天保金銀は吹止めが命じられた。しかし金銀の絶対量の不足、性急な改革への反発が強く、水野忠邦が老中を罷免され、賄賂工作が発覚したとして後藤三右衛門光亨が処刑されたこともあり、この計画は日の目を見なかった。さらに幕府の財政支出費用捻出のため、天保15年9月13日（1844年10月24日）より保字金銀の鋳造が再開されることとなった。
明治7年9月5日（1874年）の古金銀通用停止をもって廃貨となった。

## 天保一分判

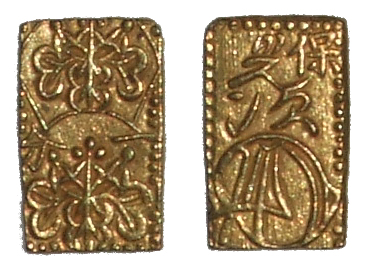
天保一分判（保字一分判）

天保一分判（てんぽういちぶばん）は天保小判と同品位、1/4の量目でもってつくられた長方形短冊形の一分判であり、表面は上部に扇枠の桐紋、中央に横書きで「分一」、下部に桐紋が配置され、裏面は「光次（花押）」の極印が打たれている。裏面の右上に「保」の年代印が打たれていることは小判と同様であり、保字一分判（ほうじいちぶばん/ほじいちぶばん）とも呼ばれる。

## 保字金の量目および品位
| 金銀 | 3.00匁 |
|      |        |

### 量目
小判の規定量目は三匁（11.22グラム）であり、一分判は七分五厘（2.81グラム）である。
多数量の実測値の平均は、小判3.00匁（度量衡法に基づく匁、11.25グラム）、一分判0.75匁（同2.81グラム）である。
太政官による『旧金銀貨幣価格表』では、拾両当たり量目3.61214トロイオンスとされ、小判1枚当たりの量目は11.24グラムとなる。

### 品位
規定品位は七十七匁五分位(金44匁につき銀33匁5分、金56.77%、銀43.23%)である。
明治時代、造幣局により江戸時代の貨幣の分析が行われた。保字金の分析値の結果は以下の通りであった。
| 貨種   | 成分 | 規定品位 | 太政官 | ディロン | 甲賀宜政 |
| ------ | ---- | -------- | ------ | -------- | -------- |
| 小判   | 金   | 56.77%   | 56.75% |          | 56.77%   |
| 小判   | 銀   | 43.23%   | 43.15% |          | 42.86%   |
| 小判   | 雑   | -        | 0.10%  |          | 0.37%    |
| 一分判 | 金   | 56.77%   | 同上   | 56.75%   | 56.75%   |
| 一分判 | 銀   | 43.23%   | 同上   | 43.15%   | 42.70%   |
| 一分判 | 雑   | -        | 同上   |          | 0.55%    |

雑分は銅、鉛などである。

## 保字金の鋳造量
『旧貨幣表』によれば、小判および一分判の合計で8,120,450両である。
一分判は当初総鋳造量の三割とされたが、一分銀の鋳造開始後は鋳造量が衰退した。
また『金銀考』によると、天保の改革による天保金銀一時鋳造停止時の天保14年8月17日（1843年9月10日）の段階で、小判5,576,100両、一分判839,900両（3,359,600枚）であったという。
『泉氏雑記』によれば天保8年（1837年）より天保12年（1841年）までの鋳造高3,418,000両による出目（改鋳利益）は340,600両であった。
また金座における鋳造手数料である分一金（ぶいちきん）は鋳造高1000両につき、手代10両、金座人10両2分、吹所棟梁4両3分であった。